# 사랑의 리퀘스트
《사랑의 리퀘스트》는 1997년 10월 24일부터 2014년 12월 27일까지 방송한 교양 프로그램이었다.

## 기획 의도
초록우산 어린이재단이 KBS와 함께 17년간 소외된 계층을 돕기 위해 만들었던 프로그램이었다.

## 방송 시간
| 방송 채널 | 방송 기간                           | 방송 시간                       | 비고 |
| --------- | ----------------------------------- | ------------------------------- | ---- |
| KBS 2TV   | 1997년 10월 24일 ~ 1997년 11월 21일 | 매주 금요일 저녁 8:20 ~ 밤 9:15 |      |
| KBS 2TV   | 1997년 11월 28일 ~ 1997년 12월 26일 | 매주 금요일 저녁 8:50 ~ 밤 9:45 |      |
| KBS 1TV   | 1998년 1월 10일 ~ 1998년 10월 17일  | 매주 토요일 저녁 7:35 ~ 8:00\|  |      |
| KBS 1TV   | 1998년 10월 24일 ~ 1999년 5월 1일   | 매주 토요일 저녁 7:10 ~ 8:00    |      |
| KBS 1TV   | 1999년 10월 23일 ~ 2007년 4월 28일  | 매주 토요일 저녁 7:10 ~ 8:00    |      |
| KBS 1TV   | 1999년 5월 8일 ~ 1999년 10월 16일   | 매주 토요일 저녁 7:00 ~ 8:00    |      |
| KBS 1TV   | 2007년 5월 5일 ~ 2008년 11월 15일   | 매주 토요일 저녁 5:10 ~ 6:00    |      |
| KBS 1TV   | 2009년 3월 14일 ~ 2009년 4월 18일   | 매주 토요일 저녁 6:10 ~ 7:00    |      |
| KBS 1TV   | 2008년 11월 29일 ~ 2009년 2월 28일  | 매주 토요일 저녁 6:00 ~ 7:00    |      |
| KBS 1TV   | 2009년 4월 25일 ~ 2014년 12월 27일  | 매주 토요일 저녁 6:00 ~ 7:00    |      |

## 역대 MC
| 대수 | 진행자       | 진행자       | 진행 기간                           |
| 대수 | 남성         | 여성         | 진행 기간                           |
| ---- | ------------ | ------------ | ----------------------------------- |
| 1대  | 이계진       | 정선희       | 1997년 10월 24일 ~ 1997년 12월 26일 |
| 2대  | 왕종근       | 이금희       | 1998년 1월 10일 ~ 1998년 10월 17일  |
| 3대  | 이계진       | 이금희       | 1998년 10월 24일 ~ 1999년 5월 1일   |
| 임시 | 손범수       | 김연주       | 1999년 5월 8일 ~ 1999년 10월 16일   |
| 4대  | 손범수       | 황현정       | 1999년 10월 23일 ~ 2001년 4월 28일  |
| 5대  | 성세정       | 황현정       | 2001년 5월 5일 ~ 2001년 11월 3일    |
| 6대  | 김재원(21기) | 정세진(24기) | 2001년 11월 10일 ~ 2002년 10월 26일 |
| 7대  | 손범수       | 박주아       | 2002년 11월 2일 ~ 2003년 6월 21일   |
| 8대  | 손범수       | 손미나(24기) | 2003년 6월 28일 ~ 2003년 11월 1일   |
| 9대  | 김병찬       | 손미나(24기) | 2003년 11월 8일 ~ 2004년 6월 26일   |
| 10대 | 김병찬       | 윤지영(24기) | 2004년 7월 3일 ~ 2005년 10월 29일   |
| 11대 | 김병찬       | 김진희       | 2005년 11월 5일 ~ 2006년 11월 18일  |
| 12대 | -            | 김진희       | 2006년 11월 25일 ~ 2007년 4월 28일  |
| 13대 | -            | 김경란(27기) | 2007년 5월 5일 ~ 2010년 5월 8일     |
| 14대 | 김병찬       | 김경란(27기) | 2010년 5월 22일 ~ 2012년 9월 15일   |
| 15대 | 김병찬       | 백승주(29기) | 2012년 9월 22일 ~ 2013년 4월 6일    |
| 16대 | 한석준       | 백승주(29기) | 2013년 4월 13일 ~ 2013년 10월 19일  |
| 17대 | 최동석       | 백승주(29기) | 2013년 10월 26일 ~ 2014년 12월 27일 |

## 수상 경력
- 2010년 : 제37회 한국방송대상 사회공익부문 작품상
- 2012년 : KBS 감동대상 대상

## 편성 변경
- 2008년
  - 8월 9일: 2008년 베이징 하계 올림픽 방송 편성으로 인해 오후 4시 50분부터 5시 40분까지 방송.
  - 8월 16일: 대한민국 60년 특집 사랑과 나눔의 60년 방송 편성으로 인해 저녁 5시부터 저녁 6시까지 방송.
  - 8월 23일: 2008년 베이징 하계 올림픽 방송 편성으로 인해 오후 4시 55분부터 5시 45분까지 방송.
  - 11월 15일 : KBS 대기획 농업강소국, 희망의 조건 다큐멘터리 방송 편성으로 인해 저녁 5시부터 5시 50분까지 방송.